# Autochloris caunus
Autochloris caunus là một loài bướm đêm thuộc phân họ Arctiinae, họ Erebidae.